# Taiwanajinga albofasciata
Taiwanajinga albofasciata là một loài bọ cánh cứng trong họ Cerambycidae.